# Женчково
Женчково (пол. Rzęczkowo) — село в Польщі, у гміні Злавесь-Велика Торунського повіту Куявсько-Поморського воєводства.
Населення — 701 особа (2011).
У 1975-1998 роках село належало до Торунського воєводства.

## Демографія
Демографічна структура станом на 31 березня 2011 року:
|          | Загалом | Допрацездатний вік | Працездатний вік | Постпрацездатний вік |
| -------- | ------- | ------------------ | ---------------- | -------------------- |
| Чоловіки | 347     | 79                 | 248              | 20                   |
| Жінки    | 354     | 84                 | 202              | 68                   |
| Разом    | 701     | 163                | 450              | 88                   |